# Charles Gobinet
Charles Gobinet est un écrivain français, né à Saint-Quentin en 1613 et mort à Paris en 1690.

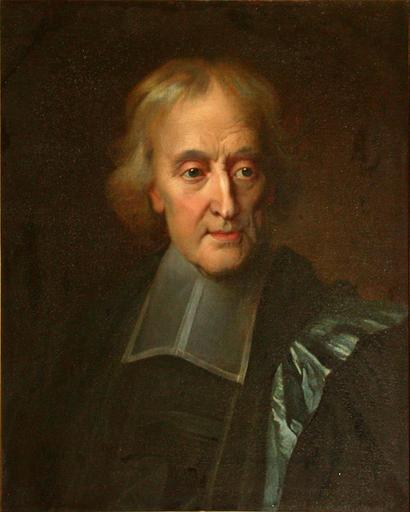
Charles Gobinet (anonyme, d'après de Largillière), 1680-1690, musée Condé, musée des Beaux-Arts de Chartres.

## Biographie
Docteur en Sorbonne, il fut nommé, en 1647, principal du collège du Plessis, à Paris, et administra cet établissement jusqu’à sa mort. Son neveu Jean Gobinet, théologien, lui succéda.

## Œuvres
On lui doit, entre autres ouvrages : 
- Instruction de la jeunesse en la piété, tirée de l’Écriture sainte et des saints Pères (Paris, 1655), qui a eu un nombre considérable d’éditions[1] ;
- Instruction sur la manière de bien étudier (1689) ;
- Instruction chrétienne pour les jeunes filles (1682).